# Horloge (Apple)
Pour les articles homonymes, voir Horloge (homonymie).
Horloge est une application mobile développée par Apple, disponible sur iOS, macOS, iPadOS et watchOS.

## Histoire
L'application est intégré lors du lancement d'iPhone OS 1 en 2007. Il faudra attendre iOS 6 pour la voir débarquer sur les iPad et macOS Ventura sur Mac.
Depuis iOS 7, l'icône de l'application est dynamique et indique l'heure actuelle.
Depuis iOS 10, l'interface ne propose plus de thème clair et n'a qu'un thème sombre. L'application possède également un nouveau chronomètre (semblable à un chronomètre analogique) en faisant un glisser vers la gauche sur l'onglet « Chronomètre ».
Depuis iOS 14, il est possible d'ajouter une horloge en widget sur l'écran d'accueil de l'iPhone. Avec macOS Sonoma, le widget horloge devient également disponible sur le bureau du Mac.

## Fonctionnalités
L'application a diverses utilisateurs : horloge mondiale, alarme, chronomètre et minuterie. Depuis iOS 10, un onglet appelé « Sommeil » a été intégré.

### Horloge mondiale
L'onglet Horloge mondiale permet d'afficher l'heure locale (ainsi que le fuseau horaire) de plusieurs grandes villes sélectionnées. Sur iPad, davantage d'informations sont disponibles comme la météo, l'heure de lever et de coucher du soleil. L'utilisateur peut ajouter de nouvelles villes en appuyant sur une icône plus en haut de l'écran et en tapant le nom de la ville qu'il souhaite ajouter. L'utilisateur peut également supprimer des villes en balayant vers la gauche et en cliquant sur le bouton « Supprimer ».

### Alarme
La section Alarme regroupe les différentes alarmes qu'a défini l'utilisateur.
Il peut en créer de nouvelles alarmes, désactiver et réactiver les alarmes existantes.
Lors de la sonnerie, il peut mettre l'alarme en Snooze pour 9 minutes.

### Chronomètre
La section chronomètre permet à l'utilisateur de chronométrer des événements.
L'application permet également à l'utilisateur de mettre en pause, de réinitialiser ou d'utiliser la fonction de tour du chronomètre.

### Minuteur
La section minuteur permet à l'utilisateur de régler un compte à rebours avec une durée spécifique. Lorsque la minuterie atteint zéro, une alarme retentit.
Depuis iOS 11, il est possible de régler son minuteurs de 1 seconde à 23 heures 59 minutes et 59 secondes.
La mise à jour d’iOS 17 permet désormais de lancer plusieurs minuteurs simultanément et de les nommer. Il sera possible ensuite de les retrouver dans la sections « Récents ».

### Sommeil
Depuis iOS 10 et versions ultérieures, il existe une fonctionnalité Sommeil (aussi appelée Coucher sur certains appareils) qui permet à l'utilisateur de mieux dormir. Cela se fait en déterminant quand l'utilisateur souhaite se réveiller, combien de jours l'alarme doit se déclencher, combien d'heures de sommeil l'utilisateur souhaite et si l'utilisateur souhaite une notification au coucher,.
Cette fonctionnalité s'intègre également à l'application Santé pour suivre les données de sommeil.